# Ready (SLF)
Ready è un singolo del collettivo italiano SLF, pubblicato il 26 novembre 2021 come primo estratto dal primo mixtape We the Squad, Vol. 1.

## Descrizione
Il brano presenta la collaborazione del rapper italiano Geolier. Esso è stato scritto da Lele Blade, MV Killa, Geolier, Vale Lambo e Yung Snapp ed è stato prodotto da quest'ultimo.
Musicalmente il brano è composto con un tempo allegro di 130 battiti per minuto e in tonalità di Do diesis maggiore.

## Video musicale
Il video musicale del brano è stato pubblicato sul canale Vevo della SLF il 16 dicembre 2021 ed è stato diretto da Claudio Vitiello.

## Tracce
Testi di Valerio Apice, Alessandro Arena, Antonio Lago, Emanuele Palumbo e Marcello Valerio, musiche di Antonio Lago.
1. Ready (feat. Geolier) – 3:52

## Classifiche
| Classifica (2021) | Posizione massima |
| ----------------- | ----------------- |
| Italia            | 95                |